# Salma Hayek
Salma Hayek Jiménez Pinault  (Coatszacoalcos, Veracruz, 2. rujna 1966.) meksičko-američka je glumica, redateljica, filmska i televizijska producentica i humanitarka.

## Životopis
Rođena je kao prvo od dvoje djece u dobrostojećoj obitelji ekonomista Samija Hayeka, libanonskog useljenika, i Diane, meksičke operne pjevačice. Odrasla je u katoličkoj obitelji, a u internat "Luisiana" poslana je sa samo 12 godina. Kako je stalno izazivala probleme (sama je priznala da je maltretirala časne sestre), Hayekova se vraća u Meksiko, da bi je konačno poslali u Houston (Teksas) kod tete, gdje je ostala do svoje 17. godine.
Vraća se u Mexico City, gdje studira na Odsjeku za međunarodne komunikacije. Na nesreću svoje obitelji, odlučila je odustati od studija i posvetiti se svojoj davno otkrivenoj ljubavi - glumačkom pozivu.
Salma Hayek je od 2009. udana za francuskog poslovnog čovjeka François-Henrija Pinaulta. Zajedno imaju kćer Valentinu Palmu. U ožujku 2009. glumica je objavila da započinje vlastitu liniju kozmetike.
Suosnivačica je, uz Beyonce, humanitarne organizacije Chime for change (engleski: "zvono za promjenu"), koja potpomaže školovanje i ostala prava žena i djevojaka diljem svijeta.

## Djela (filmografija)
Glumačku karijeru počinje u lokalnim kazališnim produkcijama, a nastavlja na televiziji, gdje dobiva i glavnu ulogu u popularnoj sapunici Teresa. Uspjeh serije donio je Hayekovoj popularnost u domovini, ali u želji za većom popularnošću šokirala je svoje obožavatelje odlaskom iz serije zarad karijere u Hollywoodu, gdje se borila da je shvate ozbiljno.
Priliku joj je pružio Robert Rodriguez ulogom u filmu Desperado (1995.), kojim je Hayekova stekla reputaciju jedne od najseksepilnijih, a ubrzo i najzaposlenijih glumica Hollywooda. Smatra se da je Salma Hayek prva meksička glumica koja je postala holivudska zvijezda još od vremena Dolores del Rio. Također je prva Meksikanka nominirana za Oscara za najbolju glumicu (2002. za film Frida). Izvršna je producentica serije Ružna Betty.
2014. godine producirala je animirani film Prorok (The Prophet), koji se temelji na istoimenoj knjizi Halila Džubrana.
Godine 1995. glumila je u meksičkom filmu Ulica Midak (naslov izvornika: El callejón de los milagros), redatelja Jorgea Fonsa.

## Vanjske poveznice
Mrežna mjesta
- Salma Hayek na portalu www.allmovie.com (engl.)
- Salma Hayek u internetskoj bazi filmova IMDb-u (engl.)